# Salemi
Salemi – miejscowość i gmina we Włoszech, w regionie Sycylia, w prowincji Trapani.
Według danych na rok 2004 gminę zamieszkuje 11 540 osób, 63,8 os./km².

## Kultura
11 maja 2010 w mieście zostało otwarte muzeum mafii cosa nostra, które upamiętnia popełnione przez nią zbrodnie oraz jej historię. Uroczystego otwarcia dokonał Giorgio Napolitano. Burmistrz miasta Vittorio Sgarbi podjął decyzję, aby przed wejściem wywiesić ostrzeżenia o zakazie wstępu nieletnim oraz drastycznych ekspozycjach, powodem tego były omdlenia ludzi. Muzeum zostało dedykowane sycylijskiemu pisarzowi Leonardo Sciascii, który w swoich książkach opisywał wpływ mafii na mieszkańców wyspy.